# Eusattodera rugosa
Eusattodera rugosa är en skalbaggsart som först beskrevs av Martin Jacoby 1888.  Eusattodera rugosa ingår i släktet Eusattodera och familjen bladbaggar. Inga underarter finns listade i Catalogue of Life.